# Liste der Kulturdenkmale im Bahnhofsviertel (Erfurt)
Die Liste der Kulturdenkmale im Bahnhofsviertel enthält die Kulturdenkmale des Stadtteils Bahnhofsviertel der thüringischen Landeshauptstadt Erfurt, die vom Thüringischen Landesamt für Denkmalpflege und Archäologie als Bau- und Kunstdenkmale auf dem Gebiet der Stadt mit Stand vom 24. April 2024 erfasst wurden.

## Legende
- Bild: zeigt ein Bild des Kulturdenkmals und gegebenenfalls einen Link zu weiteren Fotos des Kulturdenkmals im Medienarchiv Wikimedia Commons
- Bezeichnung: Name, Bezeichnung oder die Art des Kulturdenkmals
- Lage: Wenn vorhanden Straßenname und Hausnummer des Kulturdenkmals; Grundsortierung der Liste erfolgt nach dieser Adresse. Der Link Karte führt zu verschiedenen Kartendarstellungen und nennt die Koordinaten des Kulturdenkmals.
 Kartenansicht, um Koordinaten zu setzen – in dieser Kartenansicht sind Kulturdenkmale ohne Koordinaten mit einem roten bzw. orangen Marker dargestellt und können in der Karte gesetzt werden. Kulturdenkmale ohne Bild sind mit einem blauen bzw. roten Marker gekennzeichnet, Kulturdenkmale mit Bild mit einem grünen bzw. orangen Marker.
- Datierung: gibt das Jahr der Fertigstellung beziehungsweise das Datum der Erstnennung oder den Zeitraum der Errichtung an
- Beschreibung: bauliche und geschichtliche Einzelheiten des Kulturdenkmals, vorzugsweise die Denkmaleigenschaften
- ID: Die ID identifiziert das Kulturdenkmal eindeutig. In Thüringen sind aktuell keine IDs veröffentlicht. In der ID-Spalte kann sich auch folgendes Icon  befinden, dies führt zu Angaben zu diesem Kulturdenkmal bei Wikidata.

## Liste der Kulturdenkmale in Bahnhofsviertel
| Bild                                    | Bezeichnung             | Lage                      | Datierung | Beschreibung            | ID |
| --------------------------------------- | ----------------------- | ------------------------- | --------- | ----------------------- | -- |
| Direkt Bild zu diesem Denkmal hochladen | Lokomotive Nr. 89 63 31 | Flur 131, Flurstück 61/12 |           | Einzelnes Kulturdenkmal |    |

### Augustmauer
| Bild                           | Bezeichnung                         | Lage                  | Datierung | Beschreibung                                                                         | ID |
| ------------------------------ | ----------------------------------- | --------------------- | --------- | ------------------------------------------------------------------------------------ | -- |
| weitere Bilder Fotos hochladen | Innere Stadtbefestigung: Stadtmauer | Augustmauer 1 (Karte) |           | wiederaufgebauter Stadtmauerabschnitt auf Originalfundament; einzelnes Kulturdenkmal |    |
| weitere Bilder Fotos hochladen | Schulgebäude                        | Augustmauer 1 (Karte) |           | einzelnes Kulturdenkmal; Bauliche Gesamtanlage Altstadt                              |    |
| BW                             |                                     | Augustmauer 4 (Karte) |           | Bauliche Gesamtanlage Altstadt                                                       |    |

### Bahnhofstraße
| Bild                           | Bezeichnung                                     | Lage                      | Datierung | Beschreibung                                                                                  | ID |
| ------------------------------ | ----------------------------------------------- | ------------------------- | --------- | --------------------------------------------------------------------------------------------- | -- |
| weitere Bilder Fotos hochladen | Wohn- und Geschäftshaus                         | Bahnhofstraße 1 (Karte)   |           | einzelnes Kulturdenkmal; Bauliche Gesamtanlage Altstadt                                       |    |
| weitere Bilder Fotos hochladen |                                                 | Bahnhofstraße 2 (Karte)   |           | Bauliche Gesamtanlage Altstadt                                                                |    |
| weitere Bilder Fotos hochladen |                                                 | Bahnhofstraße 3 (Karte)   |           | Bauliche Gesamtanlage Altstadt                                                                |    |
| weitere Bilder Fotos hochladen |                                                 | Bahnhofstraße 4 (Karte)   |           | Bauliche Gesamtanlage Altstadt                                                                |    |
| weitere Bilder Fotos hochladen |                                                 | Bahnhofstraße 4a (Karte)  |           | Bauliche Gesamtanlage Altstadt                                                                |    |
| weitere Bilder Fotos hochladen |                                                 | Bahnhofstraße 5a (Karte)  |           | Bauliche Gesamtanlage Altstadt                                                                |    |
| weitere Bilder Fotos hochladen |                                                 | Bahnhofstraße 6 (Karte)   |           | Bauliche Gesamtanlage Altstadt                                                                |    |
| weitere Bilder Fotos hochladen | Reglerkirche                                    | Bahnhofstraße 7 (Karte)   | 1130      | einzelnes Kulturdenkmal; Bauliche Gesamtanlage Altstadt                                       |    |
| weitere Bilder Fotos hochladen | Kirchhof                                        | Bahnhofstraße 7 (Karte)   | 1130      | einzelnes Kulturdenkmal; Bauliche Gesamtanlage Altstadt                                       |    |
| weitere Bilder Fotos hochladen | Fragmente von Klostergebäuden                   | Bahnhofstraße 7 (Karte)   |           | einzelnes Kulturdenkmal; Bauliche Gesamtanlage Altstadt                                       |    |
| weitere Bilder Fotos hochladen |                                                 | Bahnhofstraße 7a (Karte)  |           | Bauliche Gesamtanlage Altstadt                                                                |    |
| weitere Bilder Fotos hochladen |                                                 | Bahnhofstraße 8 (Karte)   |           | Kennzeichnendes Straßen- und Platzbild Bahnhofsviertel                                        |    |
| weitere Bilder Fotos hochladen | Fassade                                         | Bahnhofstraße 9 (Karte)   |           | einzelnes Kulturdenkmal; Kennzeichnendes Straßen- und Platzbild Bahnhofsviertel               |    |
| weitere Bilder Fotos hochladen |                                                 | Bahnhofstraße 11 (Karte)  |           | Kennzeichnendes Straßen- und Platzbild Bahnhofsviertel                                        |    |
| weitere Bilder Fotos hochladen | Wohn- und Geschäftshaus                         | Bahnhofstraße 14 (Karte)  |           | einzelnes Kulturdenkmal; Kennzeichnendes Straßen- und Platzbild Bahnhofsviertel               |    |
| weitere Bilder Fotos hochladen |                                                 | Bahnhofstraße 15 (Karte)  |           | Kennzeichnendes Straßen- und Platzbild Bahnhofsviertel                                        |    |
| weitere Bilder Fotos hochladen |                                                 | Bahnhofstraße 16 (Karte)  |           | Kennzeichnendes Straßen- und Platzbild Bahnhofsviertel                                        |    |
| weitere Bilder Fotos hochladen |                                                 | Bahnhofstraße 18 (Karte)  |           | Kennzeichnendes Straßen- und Platzbild Bahnhofsviertel                                        |    |
| weitere Bilder Fotos hochladen | Verwaltungsgebäude Alter Bahnhof                | Bahnhofstraße 22a (Karte) |           | einzelnes Kulturdenkmal; Kennzeichnendes Straßen- und Platzbild Bahnhofsviertel               |    |
| weitere Bilder Fotos hochladen | Verwaltungsgebäude Alter Bahnhof                | Bahnhofstraße 23 (Karte)  |           | einzelnes Kulturdenkmal; Kennzeichnendes Straßen- und Platzbild Bahnhofsviertel               |    |
| weitere Bilder Fotos hochladen |                                                 | Bahnhofstraße 24 (Karte)  |           | Kennzeichnendes Straßen- und Platzbild Bahnhofsviertel                                        |    |
| BW                             |                                                 | Bahnhofstraße 25 (Karte)  |           | Kennzeichnendes Straßen- und Platzbild Bahnhofsviertel laut Denkmalliste der Stadt Erfurt     |    |
| weitere Bilder Fotos hochladen | Wohn- und Geschäftshaus                         | Bahnhofstraße 27 (Karte)  |           | einzelnes Kulturdenkmal; Kennzeichnendes Straßen- und Platzbild Bahnhofsviertel               |    |
| weitere Bilder Fotos hochladen |                                                 | Bahnhofstraße 29 (Karte)  |           | Kennzeichnendes Straßen- und Platzbild Bahnhofsviertel                                        |    |
| BW                             |                                                 | Bahnhofstraße 30 (Karte)  |           | Kennzeichnendes Straßen- und Platzbild Bahnhofsviertel laut Denkmalliste des Landes Thüringen |    |
| weitere Bilder Fotos hochladen | Wohn- und Geschäftshaus                         | Bahnhofstraße 33 (Karte)  |           | einzelnes Kulturdenkmal; Kennzeichnendes Straßen- und Platzbild Bahnhofsviertel               |    |
| BW                             |                                                 | Bahnhofstraße 34 (Karte)  |           | Kennzeichnendes Straßen- und Platzbild Bahnhofsviertel laut Denkmalliste des Landes Thüringen |    |
| weitere Bilder Fotos hochladen | Wohn- und Geschäftshaus                         | Bahnhofstraße 35 (Karte)  |           | Kennzeichnendes Straßen- und Platzbild Bahnhofsviertel                                        |    |
| weitere Bilder Fotos hochladen | Wohn- und Geschäftshaus, ehemals Hotel Metropol | Bahnhofstraße 37 (Karte)  |           | einzelnes Kulturdenkmal; Kennzeichnendes Straßen- und Platzbild Bahnhofsviertel               |    |
| BW                             |                                                 | Bahnhofstraße 38 (Karte)  |           | Bauliche Gesamtanlage Altstadt                                                                |    |
| BW                             | Keller                                          | Bahnhofstraße 39 (Karte)  |           | einzelnes Kulturdenkmal                                                                       |    |
| weitere Bilder Fotos hochladen |                                                 | Bahnhofstraße 39 (Karte)  |           | Bauliche Gesamtanlage Altstadt                                                                |    |
| weitere Bilder Fotos hochladen |                                                 | Bahnhofstraße 40 (Karte)  |           | Bauliche Gesamtanlage Altstadt                                                                |    |
| weitere Bilder Fotos hochladen |                                                 | Bahnhofstraße 41 (Karte)  |           | Bauliche Gesamtanlage Altstadt                                                                |    |
| weitere Bilder Fotos hochladen |                                                 | Bahnhofstraße 44 (Karte)  |           | Bauliche Gesamtanlage Altstadt                                                                |    |
| weitere Bilder Fotos hochladen | Geschäftshaus                                   | Bahnhofstraße 45 (Karte)  |           | einzelnes Kulturdenkmal; Bauliche Gesamtanlage Altstadt                                       |    |
| BW                             |                                                 | Bahnhofstraße 46 (Karte)  |           | Bauliche Gesamtanlage Altstadt                                                                |    |

### Büßleber Gasse
| Bild                           | Bezeichnung | Lage                                           | Datierung | Beschreibung                                           | ID |
| ------------------------------ | ----------- | ---------------------------------------------- | --------- | ------------------------------------------------------ | -- |
| weitere Bilder Fotos hochladen |             | Büßleber Gasse, Flur 131, Flurstück 34 (Karte) |           | Kennzeichnendes Straßen- und Platzbild Bahnhofsviertel |    |
| weitere Bilder Fotos hochladen |             | Büßleber Gasse, Flur 131, Flurstück 35 (Karte) |           | Kennzeichnendes Straßen- und Platzbild Bahnhofsviertel |    |
| weitere Bilder Fotos hochladen |             | Büßleber Gasse, Flur 131, Flurstück 36 (Karte) |           | Kennzeichnendes Straßen- und Platzbild Bahnhofsviertel |    |

### Hirschlachufer
| Bild                           | Bezeichnung                        | Lage                       | Datierung | Beschreibung                   | ID |
| ------------------------------ | ---------------------------------- | -------------------------- | --------- | ------------------------------ | -- |
| weitere Bilder Fotos hochladen |                                    | Hirschlachufer 1 (Karte)   |           | Bauliche Gesamtanlage Altstadt |    |
| BW                             |                                    | Hirschlachufer 7 (Karte)   |           | Bauliche Gesamtanlage Altstadt |    |
| BW                             |                                    | Hirschlachufer 8 (Karte)   |           | Bauliche Gesamtanlage Altstadt |    |
| BW                             |                                    | Hirschlachufer 11 (Karte)  |           | Bauliche Gesamtanlage Altstadt |    |
| BW                             |                                    | Hirschlachufer 69 (Karte)  |           | Bauliche Gesamtanlage Altstadt |    |
| weitere Bilder Fotos hochladen |                                    | Hirschlachufer 70 (Karte)  |           | Bauliche Gesamtanlage Altstadt |    |
| weitere Bilder Fotos hochladen |                                    | Hirschlachufer 71 (Karte)  |           | Bauliche Gesamtanlage Altstadt |    |
| weitere Bilder Fotos hochladen |                                    | Hirschlachufer 72 (Karte)  |           | Bauliche Gesamtanlage Altstadt |    |
| weitere Bilder Fotos hochladen |                                    | Hirschlachufer 76 (Karte)  |           | Bauliche Gesamtanlage Altstadt |    |
| weitere Bilder Fotos hochladen | Ehemaliger Adelssitz, Nebengebäude | Hirschlachufer 78 (Karte)  |           | einzelnes Kulturdenkmal        |    |
| weitere Bilder Fotos hochladen |                                    | Hirschlachufer 79 (Karte)  |           | Bauliche Gesamtanlage Altstadt |    |
| weitere Bilder Fotos hochladen |                                    | Hirschlachufer 80 (Karte)  |           | Bauliche Gesamtanlage Altstadt |    |
| weitere Bilder Fotos hochladen |                                    | Hirschlachufer 81 (Karte)  |           | Bauliche Gesamtanlage Altstadt |    |
| weitere Bilder Fotos hochladen |                                    | Hirschlachufer 82 (Karte)  |           | Bauliche Gesamtanlage Altstadt |    |
| weitere Bilder Fotos hochladen |                                    | Hirschlachufer 83 (Karte)  |           | Bauliche Gesamtanlage Altstadt |    |
| weitere Bilder Fotos hochladen |                                    | Hirschlachufer 83a (Karte) |           | Bauliche Gesamtanlage Altstadt |    |
| weitere Bilder Fotos hochladen |                                    | Hirschlachufer 84 (Karte)  |           | Bauliche Gesamtanlage Altstadt |    |
| weitere Bilder Fotos hochladen |                                    | Hirschlachufer 86 (Karte)  |           | Bauliche Gesamtanlage Altstadt |    |
| weitere Bilder Fotos hochladen |                                    | Hirschlachufer 89 (Karte)  |           | Bauliche Gesamtanlage Altstadt |    |
| weitere Bilder Fotos hochladen |                                    | Hirschlachufer 90 (Karte)  |           | Bauliche Gesamtanlage Altstadt |    |
| weitere Bilder Fotos hochladen |                                    | Hirschlachufer 91 (Karte)  |           | Bauliche Gesamtanlage Altstadt |    |

### Juri-Gagarin-Ring
| Bild                           | Bezeichnung                                 | Lage                                                | Datierung | Beschreibung                                                                    | ID |
| ------------------------------ | ------------------------------------------- | --------------------------------------------------- | --------- | ------------------------------------------------------------------------------- | -- |
| weitere Bilder Fotos hochladen |                                             | Juri-Gagarin-Ring 1 (Karte)                         |           | Bauliche Gesamtanlage Altstadt                                                  |    |
| weitere Bilder Fotos hochladen |                                             | Juri-Gagarin-Ring 3 (Karte)                         |           | Bauliche Gesamtanlage Altstadt                                                  |    |
| weitere Bilder Fotos hochladen |                                             | Juri-Gagarin-Ring 5 (Karte)                         |           | Bauliche Gesamtanlage Altstadt                                                  |    |
| weitere Bilder Fotos hochladen |                                             | Juri-Gagarin-Ring 7 (Karte)                         |           | Bauliche Gesamtanlage Altstadt                                                  |    |
| weitere Bilder Fotos hochladen |                                             | Juri-Gagarin-Ring 9 (Karte)                         |           | Bauliche Gesamtanlage Altstadt                                                  |    |
| weitere Bilder Fotos hochladen |                                             | Juri-Gagarin-Ring 21 (Karte)                        |           | Bauliche Gesamtanlage Altstadt                                                  |    |
| weitere Bilder Fotos hochladen |                                             | Juri-Gagarin-Ring 23 (Karte)                        |           | Bauliche Gesamtanlage Altstadt                                                  |    |
| BW                             |                                             | Juri-Gagarin-Ring 25 (Karte)                        |           | Bauliche Gesamtanlage Altstadt                                                  |    |
| weitere Bilder Fotos hochladen |                                             | Juri-Gagarin-Ring 27 (Karte)                        |           | Bauliche Gesamtanlage Altstadt                                                  |    |
| weitere Bilder Fotos hochladen |                                             | Juri-Gagarin-Ring 29 (Karte)                        |           | Bauliche Gesamtanlage Altstadt                                                  |    |
| weitere Bilder Fotos hochladen |                                             | Juri-Gagarin-Ring 31 (Karte)                        |           | Bauliche Gesamtanlage Altstadt                                                  |    |
| BW                             |                                             | Juri-Gagarin-Ring 35 (Karte)                        |           | Bauliche Gesamtanlage Altstadt                                                  |    |
| BW                             |                                             | Juri-Gagarin-Ring 37 (Karte)                        |           | Bauliche Gesamtanlage Altstadt                                                  |    |
| BW                             |                                             | Juri-Gagarin-Ring 39 (Karte)                        |           | Bauliche Gesamtanlage Altstadt                                                  |    |
| BW                             |                                             | Juri-Gagarin-Ring 41 (Karte)                        |           | Bauliche Gesamtanlage Altstadt                                                  |    |
| BW                             |                                             | Juri-Gagarin-Ring 43 (Karte)                        |           | Bauliche Gesamtanlage Altstadt                                                  |    |
| weitere Bilder Fotos hochladen |                                             | Juri-Gagarin-Ring 45 (Karte)                        |           | Bauliche Gesamtanlage Altstadt                                                  |    |
| BW                             |                                             | Juri-Gagarin-Ring 47 (Karte)                        |           | Bauliche Gesamtanlage Altstadt                                                  |    |
| weitere Bilder Fotos hochladen |                                             | Juri-Gagarin-Ring 51 (Karte)                        |           | Bauliche Gesamtanlage Altstadt                                                  |    |
| weitere Bilder Fotos hochladen |                                             | Juri-Gagarin-Ring 53 (Karte)                        |           | Bauliche Gesamtanlage Altstadt                                                  |    |
| weitere Bilder Fotos hochladen | Wohn- und Geschäftshaus                     | Juri-Gagarin-Ring 92 (Karte)                        |           | einzelnes Kulturdenkmal; Kennzeichnendes Straßen- und Platzbild Bahnhofsviertel |    |
| weitere Bilder Fotos hochladen |                                             | Juri-Gagarin-Ring 94 (Karte)                        |           | Kennzeichnendes Straßen- und Platzbild Bahnhofsviertel                          |    |
| weitere Bilder Fotos hochladen |                                             | Juri-Gagarin-Ring 96 (Karte)                        |           | Kennzeichnendes Straßen- und Platzbild Bahnhofsviertel                          |    |
| weitere Bilder Fotos hochladen |                                             | Juri-Gagarin-Ring 98 (Karte)                        |           | Kennzeichnendes Straßen- und Platzbild Bahnhofsviertel                          |    |
| weitere Bilder Fotos hochladen |                                             | Juri-Gagarin-Ring 100 (Karte)                       |           | Kennzeichnendes Straßen- und Platzbild Bahnhofsviertel                          |    |
| weitere Bilder Fotos hochladen |                                             | Juri-Gagarin-Ring 101 (Karte)                       |           | Bauliche Gesamtanlage Altstadt                                                  |    |
| weitere Bilder Fotos hochladen |                                             | Juri-Gagarin-Ring 103 (Karte)                       |           | Bauliche Gesamtanlage Altstadt                                                  |    |
| weitere Bilder Fotos hochladen |                                             | Juri-Gagarin-Ring 105 (Karte)                       |           | Bauliche Gesamtanlage Altstadt                                                  |    |
| weitere Bilder Fotos hochladen | Verwaltungsgebäude, ehemals Hauptzollamt    | Juri-Gagarin-Ring, Flur 130, Flurstück 36/0 (Karte) |           | einzelnes Kulturdenkmal                                                         |    |
| weitere Bilder Fotos hochladen | Verwaltungsgebäude, ehemals Hauptfeuerwache | Juri-Gagarin-Ring, Flur 130, Flurstück 37/2 (Karte) |           | einzelnes Kulturdenkmal                                                         |    |

### Keilhauergasse
| Bild                           | Bezeichnung | Lage                     | Datierung | Beschreibung                                            | ID |
| ------------------------------ | ----------- | ------------------------ | --------- | ------------------------------------------------------- | -- |
| weitere Bilder Fotos hochladen | Wohnhaus    | Keilhauergasse 5 (Karte) |           | einzelnes Kulturdenkmal; Bauliche Gesamtanlage Altstadt |    |

### Kronengasse
| Bild                           | Bezeichnung | Lage                  | Datierung | Beschreibung                                            | ID |
| ------------------------------ | ----------- | --------------------- | --------- | ------------------------------------------------------- | -- |
| weitere Bilder Fotos hochladen | Wohnhaus    | Kronengasse 1 (Karte) |           | einzelnes Kulturdenkmal; Bauliche Gesamtanlage Altstadt |    |

### Kurt-Schumacher-Straße
| Bild                           | Bezeichnung        | Lage                             | Datierung | Beschreibung                                                                           | ID |
| ------------------------------ | ------------------ | -------------------------------- | --------- | -------------------------------------------------------------------------------------- | -- |
| weitere Bilder Fotos hochladen | Verwaltungsgebäude | Kurt-Schumacher-Straße 1 (Karte) |           | Kennzeichnendes Straßen- und Platzbild Bahnhofsviertel; Bauliche Gesamtanlage Altstadt |    |

### Lachsgasse
| Bild | Bezeichnung | Lage                 | Datierung | Beschreibung                   | ID |
| ---- | ----------- | -------------------- | --------- | ------------------------------ | -- |
| BW   |             | Lachsgasse 1 (Karte) |           | Bauliche Gesamtanlage Altstadt |    |
| BW   |             | Lachsgasse 3 (Karte) |           | Bauliche Gesamtanlage Altstadt |    |

### Löberstraße
| Bild                           | Bezeichnung             | Lage                   | Datierung | Beschreibung            | ID |
| ------------------------------ | ----------------------- | ---------------------- | --------- | ----------------------- | -- |
| weitere Bilder Fotos hochladen | Wohn- und Geschäftshaus | Löberstraße 14 (Karte) |           | einzelnes Kulturdenkmal |    |
| weitere Bilder Fotos hochladen | Wohn- und Geschäftshaus | Löberstraße 19 (Karte) |           | einzelnes Kulturdenkmal |    |

### Max-Cars-Platz
| Bild                           | Bezeichnung   | Lage                     | Datierung | Beschreibung                                            | ID |
| ------------------------------ | ------------- | ------------------------ | --------- | ------------------------------------------------------- | -- |
| weitere Bilder Fotos hochladen | Neue Synagoge | Max-Cars-Platz 1 (Karte) |           | einzelnes Kulturdenkmal; Bauliche Gesamtanlage Altstadt |    |

### Mühlgasse
| Bild                           | Bezeichnung | Lage                 | Datierung | Beschreibung                   | ID |
| ------------------------------ | ----------- | -------------------- | --------- | ------------------------------ | -- |
| weitere Bilder Fotos hochladen |             | Mühlgasse 15 (Karte) |           | Bauliche Gesamtanlage Altstadt |    |

### Rosengasse
| Bild                           | Bezeichnung             | Lage                 | Datierung | Beschreibung                                            | ID |
| ------------------------------ | ----------------------- | -------------------- | --------- | ------------------------------------------------------- | -- |
| weitere Bilder Fotos hochladen | Wohn- und Geschäftshaus | Rosengasse 1 (Karte) |           | einzelnes Kulturdenkmal; Bauliche Gesamtanlage Altstadt |    |

### Schmidtstedter Straße
| Bild                           | Bezeichnung             | Lage                              | Datierung | Beschreibung                                                                    | ID |
| ------------------------------ | ----------------------- | --------------------------------- | --------- | ------------------------------------------------------------------------------- | -- |
| weitere Bilder Fotos hochladen | Wohn- und Geschäftshaus | Schmidtstedter Straße 1 (Karte)   |           | einzelnes Kulturdenkmal; Kennzeichnendes Straßen- und Platzbild Bahnhofsviertel |    |
| weitere Bilder Fotos hochladen | Wohn- und Geschäftshaus | Schmidtstedter Straße 23 (Karte)  |           | einzelnes Kulturdenkmal                                                         |    |
| weitere Bilder Fotos hochladen | Wohn- und Geschäftshaus | Schmidtstedter Straße 26 (Karte)  |           | einzelnes Kulturdenkmal                                                         |    |
| weitere Bilder Fotos hochladen | Wohn- und Geschäftshaus | Schmidtstedter Straße 27 (Karte)  |           | einzelnes Kulturdenkmal                                                         |    |
| BW                             | Hofgebäude              | Schmidtstedter Straße 27 (Karte)  |           | einzelnes Kulturdenkmal                                                         |    |
| BW                             | Wohn- und Geschäftshaus | Schmidtstedter Straße 28 (Karte)  |           | einzelnes Kulturdenkmal                                                         |    |
| weitere Bilder Fotos hochladen | Wohn- und Geschäftshaus | Schmidtstedter Straße 29 (Karte)  |           | einzelnes Kulturdenkmal                                                         |    |
| weitere Bilder Fotos hochladen | Wohn- und Geschäftshaus | Schmidtstedter Straße 30a (Karte) |           | einzelnes Kulturdenkmal                                                         |    |
| BW                             | Kelleranlage            | Schmidtstedter Straße 39 (Karte)  |           | einzelnes Kulturdenkmal                                                         |    |

### Thomasstraße
| Bild                           | Bezeichnung                           | Lage                    | Datierung | Beschreibung                                                                                  | ID |
| ------------------------------ | ------------------------------------- | ----------------------- | --------- | --------------------------------------------------------------------------------------------- | -- |
| weitere Bilder Fotos hochladen | Ehemaliges Eisenbahnbetriebswerkstatt | Thomasstraße 29 (Karte) |           | einzelnes Kulturdenkmal                                                                       |    |
| weitere Bilder Fotos hochladen |                                       | Thomasstraße 90 (Karte) |           | Kennzeichnendes Straßen- und Platzbild Bahnhofsviertel laut Denkmalliste des Landes Thüringen |    |
| weitere Bilder Fotos hochladen |                                       | Thomasstraße 91 (Karte) |           | Kennzeichnendes Straßen- und Platzbild Bahnhofsviertel laut Denkmalliste des Landes Thüringen |    |

### Willy-Brandt-Platz
| Bild                           | Bezeichnung                         | Lage                          | Datierung | Beschreibung                                                                    | ID |
| ------------------------------ | ----------------------------------- | ----------------------------- | --------- | ------------------------------------------------------------------------------- | -- |
| weitere Bilder Fotos hochladen | Ehemaliges Hotel Haus Kossenhaschen | Willy-Brandt-Platz 1 (Karte)  | 1904/05   | einzelnes Kulturdenkmal; Kennzeichnendes Straßen- und Platzbild Bahnhofsviertel |    |
| weitere Bilder Fotos hochladen | Empfanggebäude des Hauptbahnhofs    | Willy-Brandt-Platz 12 (Karte) | 1890      | einzelnes Kulturdenkmal; Kennzeichnendes Straßen- und Platzbild Bahnhofsviertel |    |
| weitere Bilder Fotos hochladen | Eilgutgebäude des Hauptbahnhofs     | Willy-Brandt-Platz 12 (Karte) | 1890      | einzelnes Kulturdenkmal; Kennzeichnendes Straßen- und Platzbild Bahnhofsviertel |    |